# Villa rustica de la Capidava
Villa rustica este situată pe teritoriul localității Capidava din județul Constanța, în punctul numit Vlah-Canara, la 1,5 km est de cetatea Capidava .

## Legături exerne
- Roman castra from Romania (includes villae rusticae) - Google Maps / Earth Arhivat în 5 decembrie 2012, la Archive.is